# Палац Чарторийських у Любліні
Палац Чарторийських – розташований в східному розі Площі Литовського в Любліні.  Був побудований в стилі бароко у другій половині XVII століття, за проектом Тильмана з Гамерен. Це середніх розмірів будівля з вмурованими в фасад галереями і прекрасним портиком над входом.

## Історія
Першими власниками замку були сім'я Любомирських. Засновником вважається Єжи Себастьян Любомирський, а згодом замок перейшов у спадок сину — Станіславу Іраклію. Потім майно перейшло  в руки Елізабет Любомирській Сенявській, яка в  1725-1728 руках  разом із співпрацею архітектора Франсісом Майером із Муравії, взялися за відновлення палацу.

У 1731 році палац перейшов в руки сім'ї Чарторийських через шлюб  Марії-Софії Сенявської, яка була вдовою Станіслава Денгофа,і з серпня стала дружиною Олександра Чарторийського, який був губернатором російської провінції. Він виходець із Пилявець і мав значні статки.

Останні власники будинку були Ізабелла і Адам Казимир Чарторийський Флемминг, які в 1812 році продали палац сім'ї Кобилинських. У наступні роки палац і споруди залишилися в руках Кобилинських, і вони здавали приміщення палацу  в оренду тютюновій фабриці. Незважаючи на промислові експлуатації будівлі фабрикою, палац все-таки виглядав вражаючим. У 1860 році Леопольд Кроненберг купив майно з метою продовження фабрики. Але через шість років фабрика була ліквідована, а палац був перейменований новими власниками. Надалі, протягом деякого часу, будуть вони змінюються кожні кілька років.

Під час Другої світової війни палац був сильно пошкоджений. У 1939 році бомба потрапила у замок. На щастя, вогонь не вплинув на інтер'єр і взагалі на будівлю. Через рік були розібрані обпалені стіни, відремонтована площа та відбулася реконструкція  на основі проекту архітектора Чеслава Дорії-Дерналовича, який відновив оригінальний макет інтер'єрів. У відреставрованому будинку розташовано Туристичний Будинок PTTK, що сприяло значній роботі будівлі. У 1973 році палац став місцем Люблінського наукового товариства. Після завершення реконструкції будівлі було відновлено його представницький характер.